# Lotnisko Inowrocław-Latkowo
Lotnisko Inowrocław-Latkowo (kod ICAO: EPIR) – lotnisko wojskowe położone w miejscowości Latkowo w województwie kujawsko-pomorskim. Lotnisko posiada jeden pas o kierunkach 052/232 o długości 2000 metrów i zarządzane jest przez JW 1641.